# ガニメド (小惑星)
ガニメド (1036 Ganymed) は、太陽系の小惑星で、アモール群に属する。

## 概説

ガニメドの軌道。青がガニメド、赤が惑星（一番外側の赤は木星）、中心の黒は太陽。

地球近傍小惑星の中では最も大きい。なお、木星の衛星であるガニメデ (Jupiter III Ganymede) とはつづりが異なる。
ドイツの天文学者ウォルター・バーデによってハンブルク天文台で発見された。ギリシア神話に登場する美少年ガニュメーデースのドイツ語名から命名された。
ガニメドの大きさは約 32 Kmであり、スペクトル分類ではS型に属する（ニッケルと鉄、珪酸から成る）。
1998年10月14日から17日にかけて、プエルトリコのアレシボ天文台でレーダーによりガニメドが観測されたが、得られた画像は不鮮明であった 。